# Hans Adam (Scharfrichter)

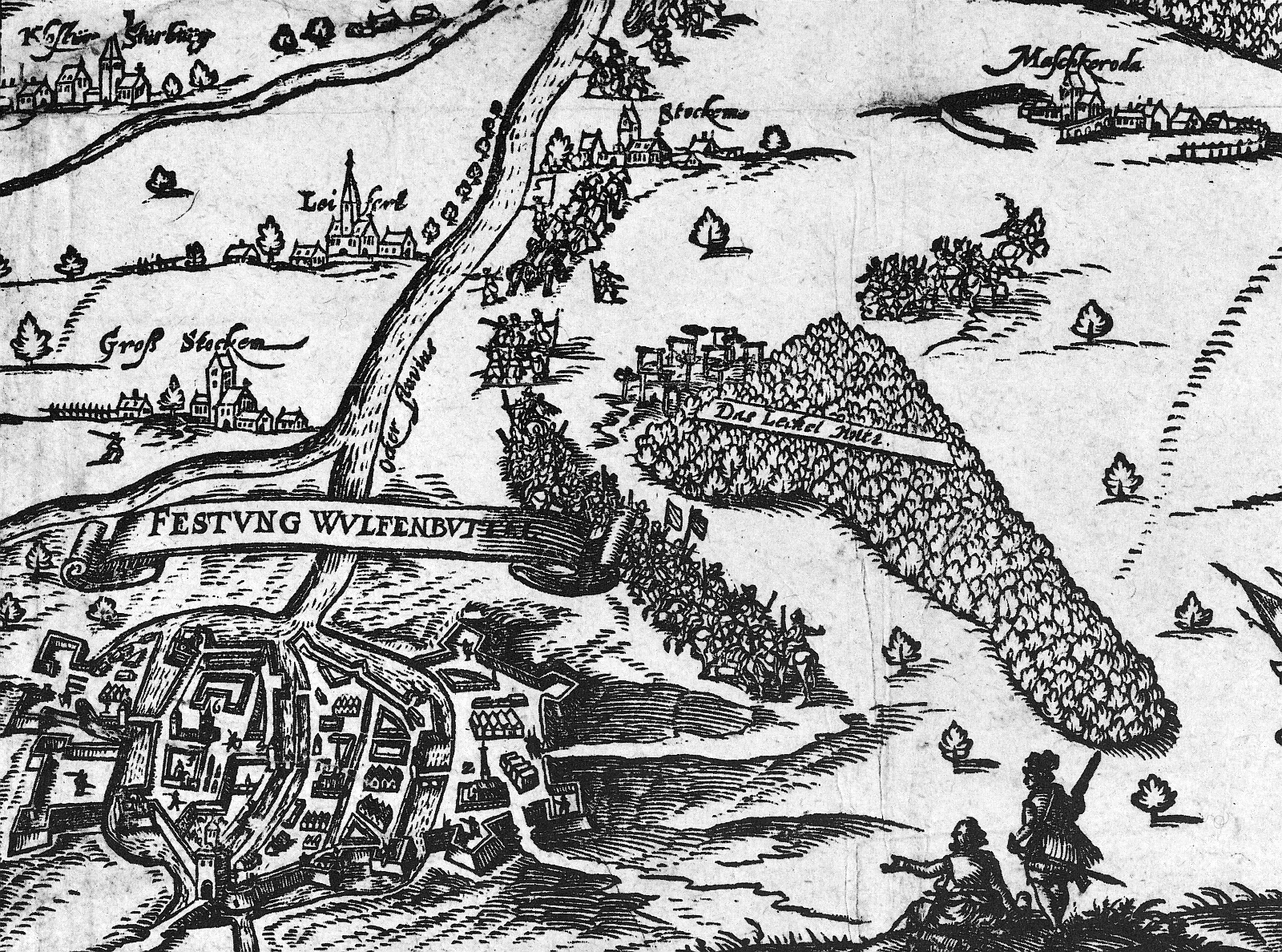
Ausschnitt einer Karte von 1615: Nordöstlich der Festung Wolfenbüttel befindet sich „Das Lechel Holtz“. Am nordwestlichen Waldrand ist das „Hohe Gericht“ mit mehreren Galgen, Pfählen und Rädern erkennbar.

Hans Adam (* 1628 oder 1629 in Bremen; † Juni 1675 in Wolfenbüttel) war ein deutscher Scharfrichter und Abdecker.

## Leben
Der vermutlich aus einer Bremer Scharfrichterfamilie stammende Hans Adam heiratete 1648 im Alter von 20 Jahren die Witwe des Wolfenbütteler Scharfrichters David Fuchs. Er wurde dessen Nachfolger als herzoglicher Scharfrichter im Fürstentum Braunschweig-Wolfenbüttel. Zwischen 1656 und 1672 führte er ein Verzeichnis der im herzoglichen Auftrag durchgeführten Foltern und Hinrichtungen, die nicht vergütet worden waren. Es liefen 200 Dienste auf, für die er einen Lohn von insgesamt 600 Gulden erwarten konnte. Adams über 18 Jahre geführten „Scharfrichter-Tagebücher“ zeichnen ein Bild der Aufgaben eines Scharfrichters im 17. Jahrhundert und lassen zusätzlich einen Wandel der Rechtsprechung während des Aufzeichnungszeitraumes erkennen. Peinliche Befragungen fanden öfter statt als Vollstreckungen von Todesurteilen. Während der ersten neun Jahre sind 66 leichte und schwere Torturen sowie sechs Wasserproben verzeichnet. Zwischen 1665 und 1672 finden sich noch sieben Foltern und eine Wasserprobe. Zudem wurden ab 1670 vormals todeswürdige Vergehen lediglich mit einem Landesverweis geahndet.
Adam war überwiegend in Wolfenbüttel tätig, wohin verurteilte Straftäter gebracht wurden. Sie stammten aus allen Teilen des Fürstentums Braunschweig-Wolfenbüttel, beispielsweise aus Holzminden, Vorsfelde, Blankenburg, Hasselfelde und Königslutter. Bisweilen war er zur Wahrnehmung seiner Aufgaben im Dienst des Herzogs unterwegs. So war Adam 1660 im Amt Wickensen tätig „wegen etzlicher Hexen, welche erstlich gebadet, darnach verbrandt worden“. Ebenso wie „Hexerei“ wurde auch Brandstiftung durch Verbrennen des Verurteilten geahndet. Kindsmörder wurden durch Ertränken hingerichtet. Besonders brutale Vergehen oder Verbrechen gegen die Staatsgewalt wurden durch das ehrenrührige, selten praktizierte Rädern bestraft. Häufiger wurde das Hängen als Strafe z. B. für Viehdiebstahl angewandt. Während die genannten Hinrichtungsarten gemeinsam mit Gehilfen oder allein von diesen durchgeführt wurden, waren Enthauptungen allein dem Scharfrichter vorbehalten. Enthauptungen galten als nicht entehrend für die Delinquenten und wurden bis zum Jahr 1660 außerhalb der Stadt am Lechlumer Holz, nachfolgend meistens auf dem Stadtmarkt in Wolfenbüttel praktiziert.
Ein wichtiger Beitrag der Lebensgrundlage des Scharfrichters war die als entehrend geltende Abdeckerei, die Adam wohl von seinen Gehilfen ausführen ließ. Ihm waren die herzoglichen Abdecker unterstellt, die die Kanäle der Wolfenbütteler Heinrichstadt und die Kloaken von Schloss, Kanzlei und herzoglichen Amtshäusern reinigen mussten. Ein dritter Erwerbszweig Adams war die Heilkunde. So kurierte er Bauern nach Unfällen, wofür er jeweils zwischen drei und zehn Taler in Rechnung stellte.
Hans Adam starb 1675 in Wolfenbüttel. Ihm folgten im Scharfrichteramt die Söhne seiner ersten Frau aus deren Ehe mit seinem Vorgänger David Fuchs.